# Miamira
Genre
Miamira est un genre de nudibranches de la famille des Chromodorididae.

## Liste d'espèces
Selon World Register of Marine Species (29 novembre 2018) :
- Miamira alleni (Gosliner, 1996)
- Miamira flavicostata Baba, 1940
- Miamira magnifica Eliot, 1904
- Miamira miamirana (Bergh, 1875)
- Miamira moloch (Rudman, 1988)
- Miamira sinuata (van Hasselt, 1824)
- Miamira striata (Eliot, 1905)

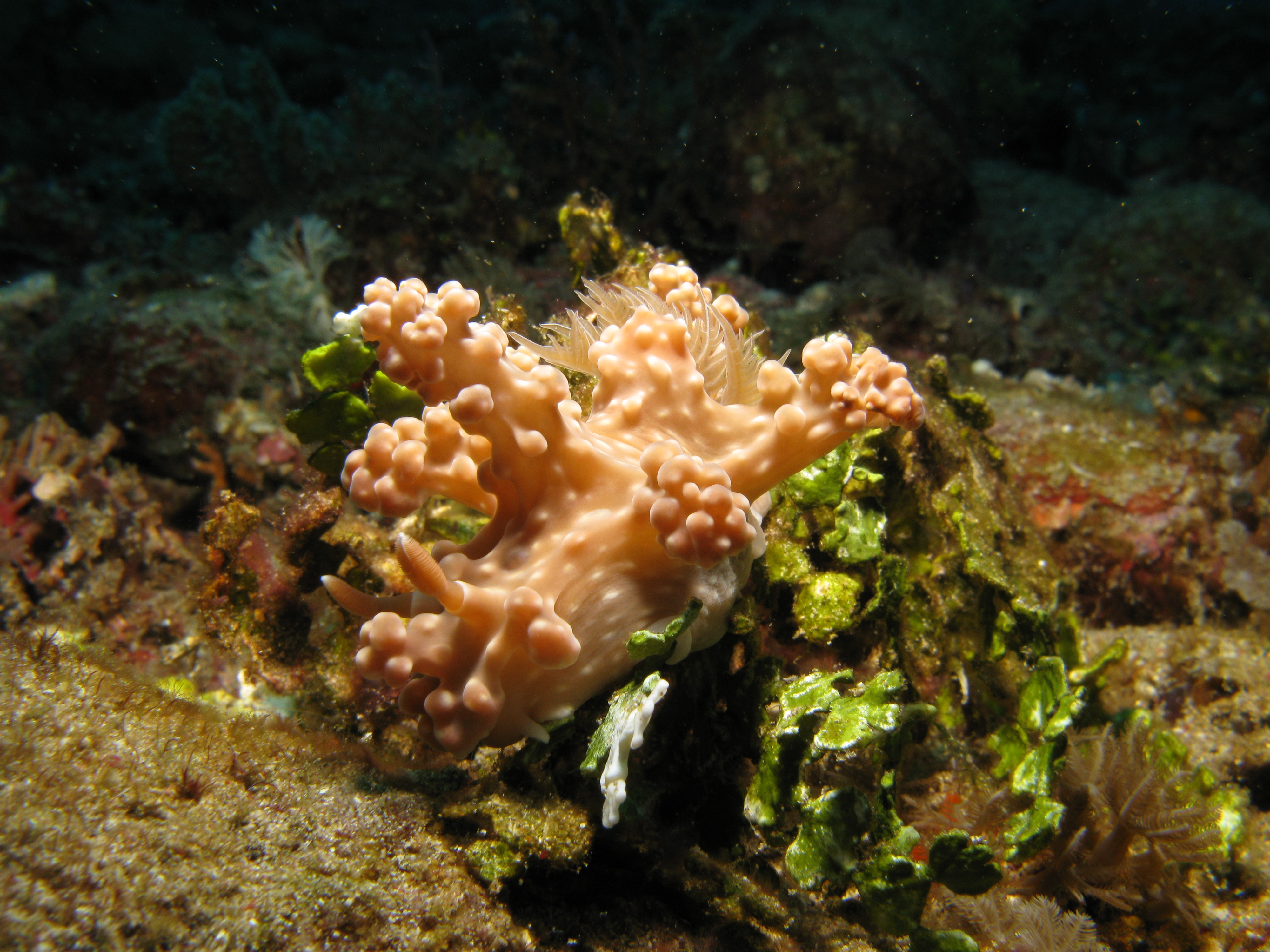
Miamira alleni
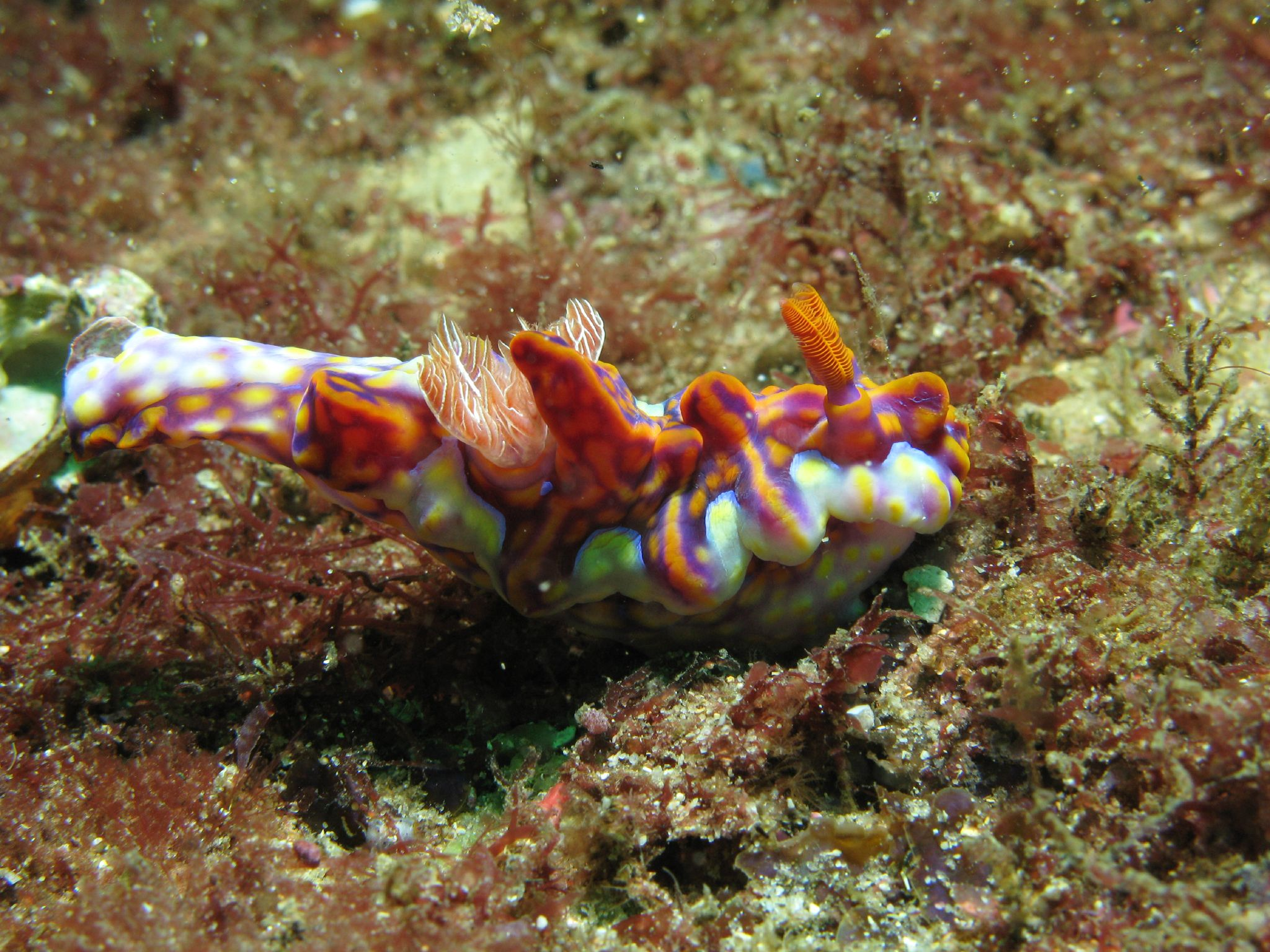
Miamira flavicostata
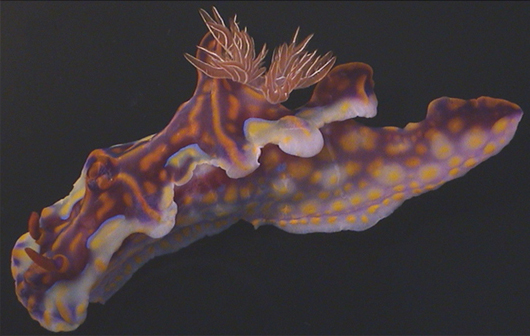
Miamira magnifica
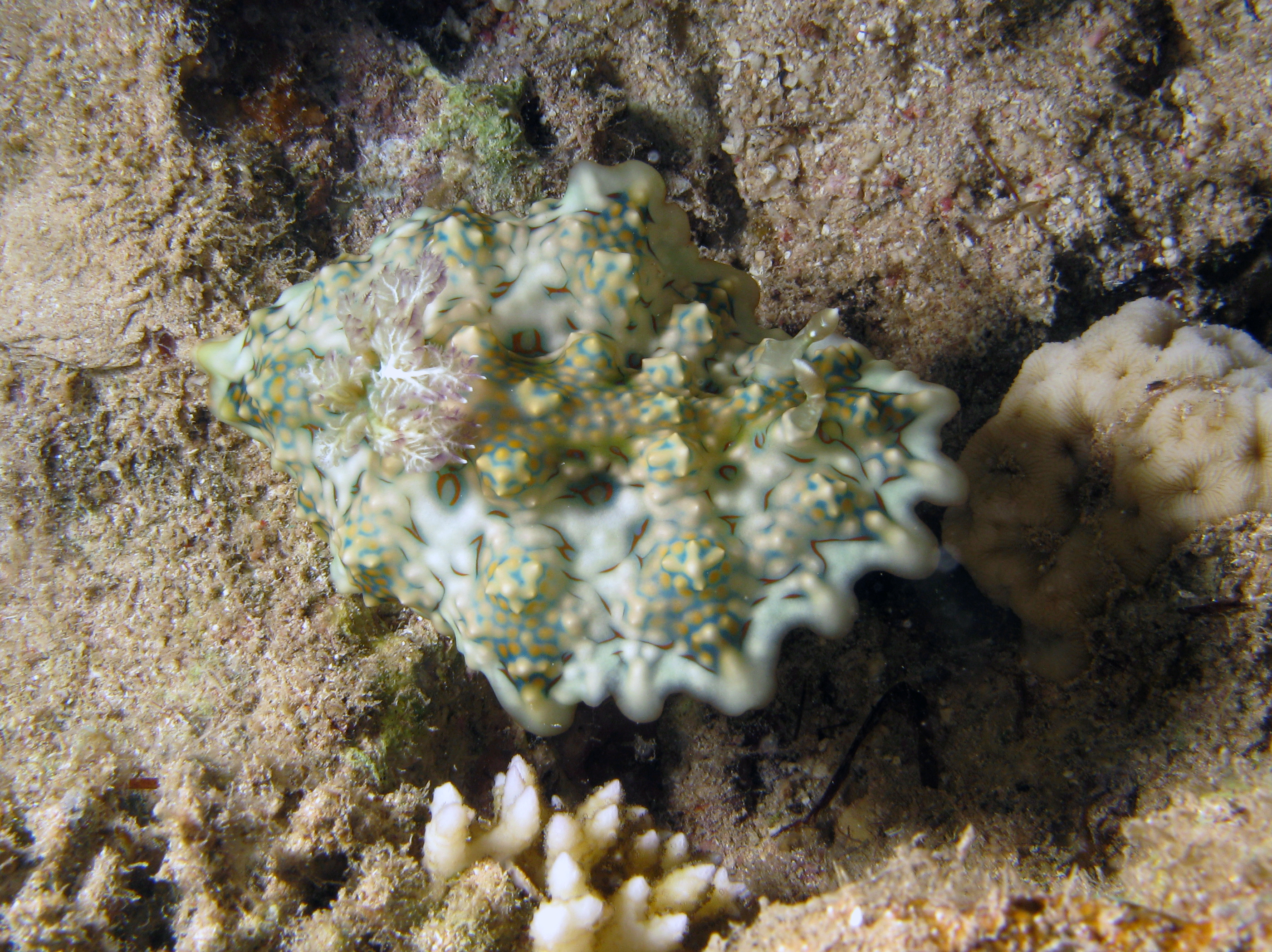
Miamira miamirana
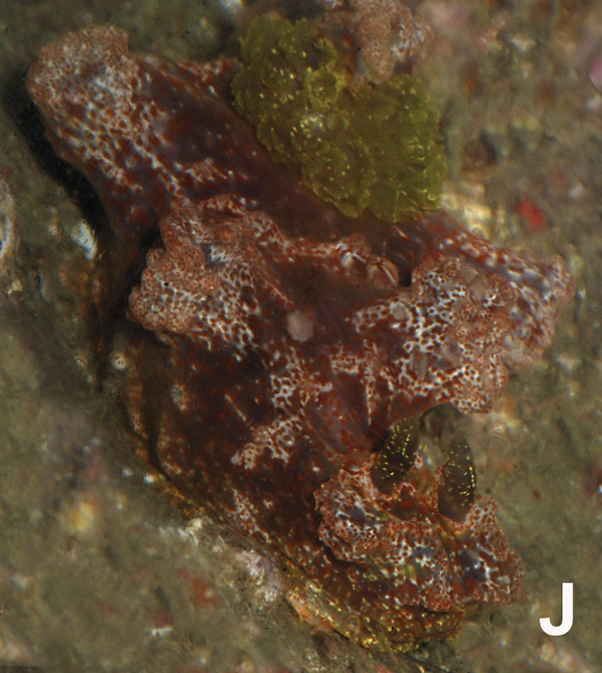
Miamira moloch
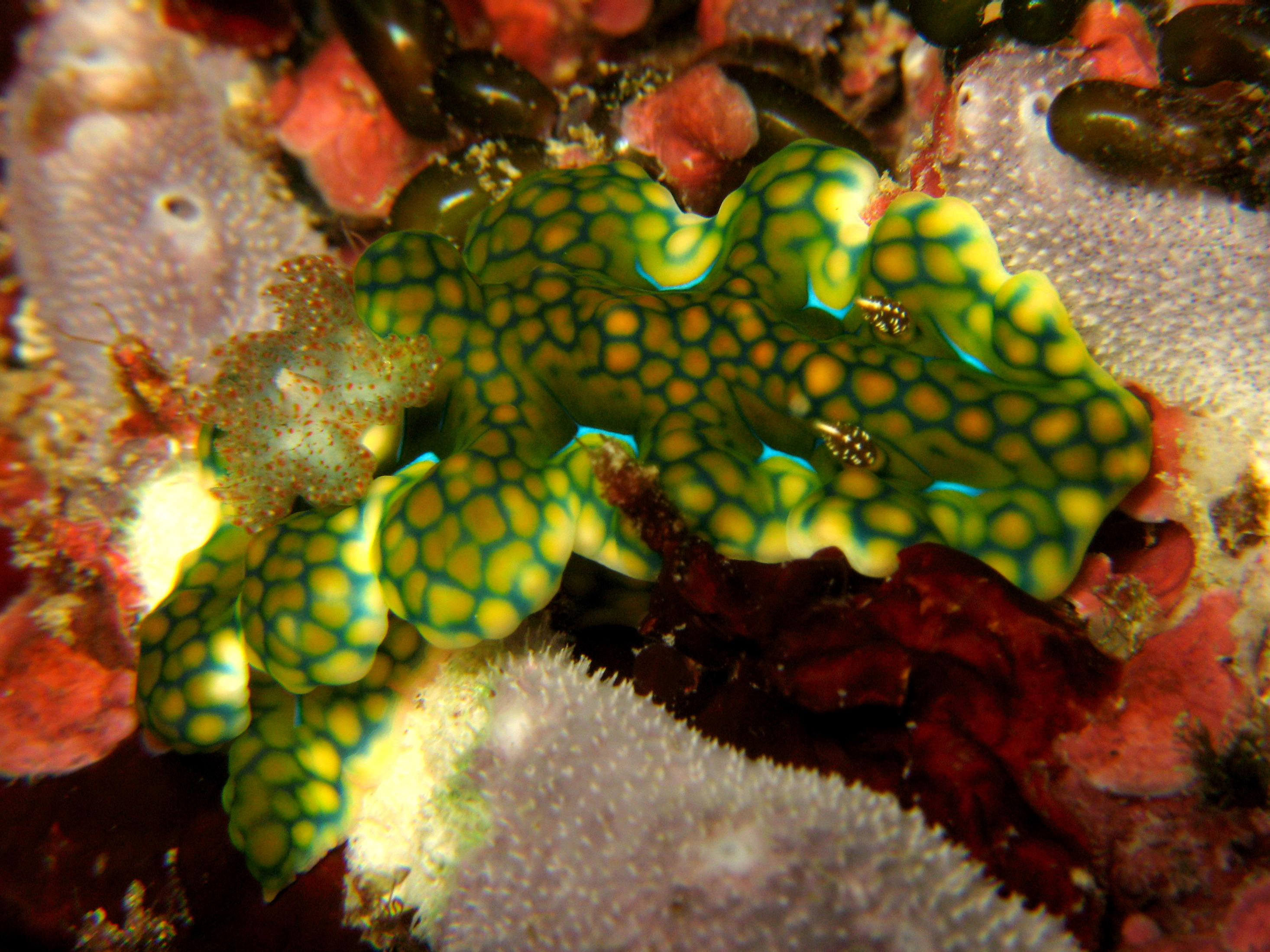
Miamira sinuata

## Publication originale
- Bergh, R. 1875. Neue Nacktschnecken der Südsee: Malacologische Untersuchungen. III. Journal des Museum Godeffroy, VIII: 1-48. (BHL)